# Staatsmeisterschaft von Acre (Frauenfußball)
Die Staatsmeisterschaft von Acre für Frauenfußball (portugiesisch Campeonato Acriano de Futebol Feminino) ist die seit 2007 von der Federação de Futebol do Estado do Acre (FFAC) ausgetragene Vereinsmeisterschaft im Frauenfußball des Bundesstaates Acre in Brasilien.
Der Meisterschaftswettbewerb wurde zur Feststellung des Vertreters des Staates für die Copa do Brasil feminino ins Leben gerufen. Seit 2017 wird über sie die Qualifikation für die brasilianischen Meisterschaft der Frauen entschieden, zuerst für deren zweite Liga (Série A2) und seit 2021 für die dritte Liga (Série A3). Alle bisherigen Meistervereine stammen aus der Landeshauptstadt Rio Branco.

## Meisterschaftshistorie

### Ehrentafel der Gewinner
| 6 Titel | AD Assermurb                      |
| 5 Titel | Atlético Acreano                  |
| 2 Titel | AD Amazônia                       |
| 1 Titel | Andirá EC Rio Branco FC Galvez EC |

### Chronologie der Meister
| Saison | Meister                                              | Vizemeister                                          | Torschützenkönigin                                   |       |
| ------ | ---------------------------------------------------- | ---------------------------------------------------- | ---------------------------------------------------- | ----- |
| 2007   | Andirá EC                                            |                                                      |                                                      |       |
| 2008   | AD Assermurb                                         |                                                      |                                                      |       |
| 2009   | AD Assermurb                                         |                                                      |                                                      |       |
| 2010   | AD Assermurb                                         |                                                      |                                                      |       |
| 2011   | AD Amazônia                                          |                                                      |                                                      |       |
| 2012   | AD Amazônia                                          | Atlético Acreano                                     |                                                      |       |
| 2013   | AD Assermurb                                         | AD Amazônia                                          |                                                      |       |
| 2014   | Meisterschaft nicht ausgetragen.                     | Meisterschaft nicht ausgetragen.                     | Meisterschaft nicht ausgetragen.                     |       |
| 2015   | Atlético Acreano                                     | Galvez EC                                            |                                                      | [ 1 ] |
| 2016   | AD Assermurb                                         | Atlético Acreano                                     |                                                      | [ 2 ] |
| 2017   | Atlético Acreano                                     | AD Assermurb                                         |                                                      | [ 3 ] |
| 2018   | Atlético Acreano                                     | AD Assermurb                                         | Thaila Mendes (Atlético Acreano; 5)                  | [ 4 ] |
| 2019   | Atlético Acreano                                     | AD Assermurb                                         | Vâmila Uchôa (Real Sociedade Clube; 7)               | [ 5 ] |
| 2020   | Meisterschaft nicht ausgetragen (COVID-19-Pandemie). | Meisterschaft nicht ausgetragen (COVID-19-Pandemie). | Meisterschaft nicht ausgetragen (COVID-19-Pandemie). |       |
| 2021   | Rio Branco FC                                        | AD Assermurb                                         | Monique dos Santos (Rio Branco FC; 12)               |       |
| 2022   | AD Assermurb                                         | Galvez EC                                            | Jaqueline Brígido (AD Assermurb; 25)                 | [ 6 ] |
| 2023   | Atlético Acreano                                     | AD Assermurb                                         |                                                      | [ 7 ] |
| 2024   | Galvez EC                                            | AD Assermurb                                         |                                                      | [ 8 ] |